# 楊秋興
楊 秋興（よう しゅうこう、1956年5月15日 - ）は、台湾の政治家。元高雄県県長。元民主進歩党（民進党）中央常務委員。後に中国国民党所属。

## 来歴
国立台湾大学で土木工学を学んだ後、台湾省議会議員、立法委員、高雄県長（2001年 - 2010年）を務めた。高雄県長時代は、農業生産の倍増や農家の年収増などの実績を残した。

### 2010年高雄市長選
2010年12月に高雄県が高雄市に吸収合併されるにあたり、合併後の新市長を選ぶ選挙が同11月に行われるのに先立ち、同5月に民進党の公認候補者を決定する党内予備選が行われた。当時の高雄市長である陳菊と楊の一騎討ちとなったが、陳に17.84ポイント差をつけられ敗北した。
予備選後、当初は全力で陳をバックアップすると表明したが、8月に入り、公認を得ずに出馬すると表明、まもなく民進党を離党した。
しかし11月の本選挙では、北東部の原住民居住地3区（茂林・桃源・那瑪夏）で陳の得票を上回ったものの、それ以外の35区では陳に圧倒的な差を付けられ、結局41万5千票弱（得票率26.68％）を獲得するに止まり、82万票（同52.8％）を獲得した陳には遠く及ばず落選した。

### 日本留学
知人の友人である工学者・岡村甫が高知工科大学理事長を務めていたことが縁で、2011年10月から同大大学院工学研究科の博士課程に留学。大気汚染などを研究していた。

### 馬英九政権入り
農業政策などにおける実績を買われ、2012年2月、馬英九政権の下で政務委員（農業・交通担当）に任命された。楊は日本留学を中断して就任した。2013年には国民党への入党を申請し、翌2014年11月の統一地方選挙では、再び高雄市長選挙に国民党候補として陳菊に挑んだが敗れた。